# Palajan
Palajan (en francès Palaja) és un municipi francès situat al departament de l'Aude i a la regió d'Occitània.